# マリウス・アレクセ
マリウス・シルヴュ・アレグゼ（Marius Silviu Alexe, 1990年2月22日 - ）は、ルーマニア・ブカレスト出身の元同国代表サッカー選手。現役時代のポジションはFW。

## 経歴
FCディナモIIブカレストでのプレーを経て、FCアストラ・プロイェシュティへレンタル移籍。2009-2010シーズン第5節、FCラピド・ブカレスト戦で2得点を挙げ、活躍を認められてFCディナモ・ブカレストへ復帰。第22節、FCステアウア・ブカレストとのダービーマッチにおいてもゴールを決め勝利に貢献した。
2015年7月22日、スュペル・リグのカルデミル・カラビュックスポルと2年契約を結んだことが発表された。

## タイトル
ディナモ・ブカレスト
- クパ・ロムニエイ : 2011-12
- スーペルクパ・ロムニエイ : 2012